# Wellingen (Breisgau)

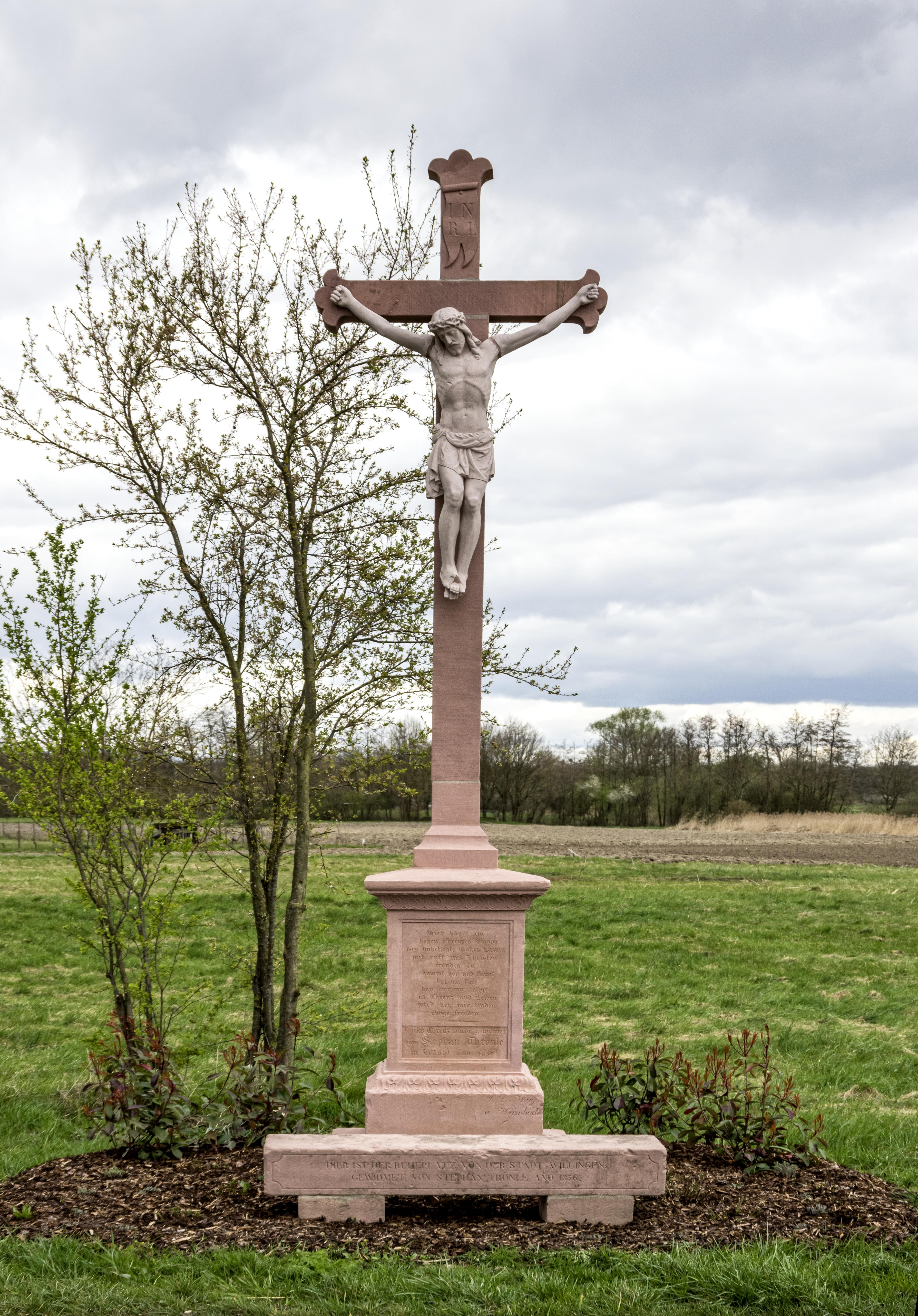
Gedenkkreuz für Wellingen an der Straße von Wyhl nach Weisweil

Wellingen oder Wöllingen hieß ein abgegangenes Dorf in der Rheinebene etwa ein Kilometer nordöstlich von Wyhl am Kaiserstuhl, Landkreis Emmendingen, an der Straße nach Weisweil. Es wird erstmals in einer möglicherweise gefälschten Urkunde erwähnt, nach der 762 Bischof Heddo von Straßburg Güter dort dem Kloster Ettenheimmünster vermachte. Später besaß das Kloster Einsiedeln den Ort „Wenelinga in pago Brisikewe“, „Wellingen im Breisgau“, was der spätere Kaiser Otto II. 972 bestätigte. Auch das Kloster St. Margarethen in Waldkirch war in Wellingen begütert. Ab 1308 erwarb das Augustiner-Chorherrenstift St. Märgen im Schwarzwald Wellingen sowie auch Wyhl.
Die Kirche von Wellingen war der heiligen Gertrud von Nivelles geweiht und Filiale der Pfarrei St. Blasius (Wyhl). Sie wird erstmals 1341 genannt: „Item ein garten in villa ob der kilchen neben sant Gertrud garten.“ Im Dreißigjährigen Krieg wurde sie stark beschädigt und nie völlig wiederhergestellt.
„Die Wirren des Spanischen Erbfolgekrieges scheinen die noch vorhandenen Wellinger Höfe gänzlich ruiniert zu haben.“ Die letzten Wellinger zogen nach Wyhl. Wenn in Protokollen des 18. Und 19. Jahrhunderts vom „Wellinger Bann“ die Rede ist, dann war damit nur noch das Gebiet gemeint, nicht mehr ein Ort mit Wohnstätten.
In der halb zerfallenen kleinen Kirche wurde zuweilen noch die heilige Messe gefeiert. Im baufälligen Kirchturm suchten die Bauern bei Unwettern Schutz, bis die Gemeinde 1812 beschloss, ihn, weil lebensgefährlich, abzubrechen. In der Nacht darauf stürzte er in einem heftigen Sturm um.
Ein Kreuz aus rotem Sandstein an der Straße nach Weisweil erinnert an das Dorf. Auf einer Steinbank darunter steht: „Hier ist der Ruheplatz der Stadt Willingen. Gestiftet von Stephan Thrönle 1856.“ Thrönle, geboren 1813 in Wyhl, wurde in einem abenteuerlichen Leben in Afrika reich, kehrte nach Wyhl zurück, stiftete dort das Kreuz, verarmte aber und wanderte wieder aus.
Etwa 60 m westlich des Kreuzes verbirgt eine leichte Bodenwelle die Reste der Gertrudiskirche.